# Trung tâm triển lãm quốc tế Hàn Quốc
Trung tâm triển lãm quốc tế Hàn Quốc (tiếng Hàn: 킨텍스, thường được gọi là KINTEX) là một trung tâm hội nghị và triển lãm nằm ở Ilsanseo-gu, Goyang, tỉnh Gyeonggi, Hàn Quốc. Trung tâm hội nghị cách Seoul khoảng 23 km (14 mi). Trung tâm bao gồm hai hội trường triển lãm, một trong số đó được kết nối với tòa nhà văn phòng của công ty mẹ KINTEX Inc. Đây là địa điểm "MICE" lớn nhất ở Hàn Quốc.

## Tổng quan
Trung tâm gồm 3 toà nhà xây dựng trên đất nền tổng diện tích là 224.800 m2 (2.420.000 foot vuông) nằm cạnh đường trung tâm Ilsan, Chungangno, và sông Hán. Tổng diện tích khuôn viên khu vực triển lãm là 108.049 m2 (1.163.030 foot vuông). Sau khi khánh thành một thời gian, tại đây đã tổ chức 2005 Seoul Motor Show.

## Sự kiện
- The Seoul Motor Show
- Seoul International Machine Tool Show
- Seoul Food
- Korea Electronics Show
- Kyunghyang Housing Fair
- MBC Construction Expo
- Mom&Baby Expo
- Nano Korea
- Korea Pack
- Smart Korea
- Robot World
- 3 tháng 12 năm 2012 - Dr. Dre[3]
- 18 tháng 7 năm 2013 - Mnet 20's Choice Awards[4][5]
- 21-29 tháng 12 năm 2013 - SMTOWN Week
  - 21 tháng 12  2013 - SHINee
  - 22 tháng 12 013 - Girls' Generation
  - 24-25 tháng 12 năm 2013 - f(x) và EXO
  - 26-27 tháng 12 năm 2013 - TVXQ
  - 28-29 tháng 12 năm 2013 - Super Junior

## Lịch sử
- 04/1999 Xác nhận của thành phố Goyang về việc thu hút nguồn đầu tư xây dựng Trung tâm triển lãm quốc tế Hàn Quốc
- 09/1999 Ký kết hợp đồng xây dựng Trung tâm triển lãm quốc tế Hàn Quốc (tỉnh Gyeonggi, thành phố Goyang, Hàn Quốc)
- 02/2000 Chọn ra một đơn vị lãnh đạo xây dựng công trình Trung tâm triển lãm quốc tế Goyang
- 10/2001 Hoàn tất việc bố trí cơ bản của Trung tâm triển lãm quốc tế Goyang
- 02/2002 Trung tâm triển lãm quốc tế Goyang lấy tên chính thức là KINTEX (Trung tâm triển lãm quốc tế Hàn Quốc)
- 05/2002 Bổ nhiệm công ty kỹ thuật và xây dựng
- 12/2002 Công ty Trung tâm triển lãm quốc tế Hàn Quốc được thành lập
- 03/2003 Bắt đầu vận hành KINTEX CI
- 05/2003 Tổ chức lễ ra mắt trung tâm triển lãm đầu tiên
- 03/2004 Lễ kỉ niệm hoàn thành trung tâm triển lãm đầu tiên
- 04/2005 Khai trương trung tâm KINTEX đầu tiên
- 04/2006 Tổ chức lễ kỉ niệm 1 năm
- 12/2006 Tên công ty được đổi thành KINTEX, tiến hành báo cáo mức độ khảo sát của trung tâm triển lãm thứ hai
- 04/2007 Công bố chiến lược của công ty 'Global Standard 2013'
- 07/2007 Xác nhận tính khả thi bắt đầu xây dựng trung tâm triển lãm thứ hai
- 09/2007 Đưa ra đội ngũ quản lý công trình trung tâm triển lãm thứ hai
- 10/2007 Giành chiến thắng giải dịch vụ khách hàng KMAC cho dịch vụ của công ty.
- 04/2008 Thay đổi kế hoạch tổng thể của Trung tâm triển lãm thứ hai và xác nhận việc xây dựng công trình thứ hai
- 12/2008 Bổ nhiệm kĩ sư Hyundai và tập đoàn xây dựng để xây dựng Trung tâm triển lãm thứ hai
- 03/2009 Tổ chức lễ động thổ Trung tâm triển lãm thứ hai
- 07/2009 Bắt đầu xây dựng Trung tâm triển lãm thứ hai
- 12/2010 Hoàn tất 70% trung tâm thứ hai
- 12/2010 Hoàn thành hành lang kết nối trung tâm thứ nhất và thứ hai

## Thông số
- Diện tích toà nhà: trung tâm thứ 1 là 53,541m², trung tâm thứ 2 là 54,508m²
- Diện tích khuôn viên: trung tâm thứ 1 là 2,849m², trung tâm thứ 2 là 68,000m²
- Hội trường: gồm 6,000 chỗ ngồi
- 26 Phòng họp
- Grand ballroom